# Diomedéa
Diomedéa, Inc. (яп. 株式会社ディオメディア, Kabushiki gaisha Diomedia) стилізовано як diomedéa, раніше відома як Studio Barcelona (яп. 有限会社スタジオバルセロナ, Yugen gaisha Sutajio Baruserona) — японська аніме-студія, розташована в районі Неріма, Токіо, Японія. Компанію було засновано 5 жовтня 2005 року після відокремлення від аніме-студії Group TAC.

## Історія
Студія заснована у жовтні 2005 року як Studio Barcelona (яп. 有限会社スタジオバルセロナ, Yūgen gaisha Sutajio Baruserona). У листопаді 2007 року реорганізована у Diomedéa.

## Роботи

### Телевізійні аніме-серіали
| Заголовок                                                    | Режисер(и)                      | Початок трансляції | Кінець трансляції | Епізодів | Примітки                                                              | Посилання     |
| ------------------------------------------------------------ | ------------------------------- | ------------------ | ----------------- | -------- | --------------------------------------------------------------------- | ------------- |
| Nanatsuiro Drops                                             | Ямамото Такасі                  | 2 липня 2007       | 30 вересня 2007   | 12       | В основі — візуальна новела для дорослих від компанії UNiSONSHIFT.    |               |
| Kodomo no Jikan                                              | Суґанума Ейдзі                  | 12 жовтня 2007     | 28 грудня 2007    | 12       | Адаптація манґи Ватасії Каору.                                        |               |
| Nogizaka Haruka no Himitsu                                   | Нава Муненорі                   | 3 липня 2008       | 25 вересня 2008   | 12       | Адаптація ранобе Іґарасі Юсаку.                                       |               |
| Polyphonica Crimson S                                        | Сузукі Тосімаса                 | 4 квітня 2009      | 20 червня 2009    | 12       | Другий сезон Shinkyoku Sokai Polyphonica.                             |               |
| Nogizaka Haruka no Himitsu: Purezza                          | Нава Муненорі                   | 6 жовтня 2009      | 22 грудня 2009    | 12       | Сиквел Nogizaka Haruka no Himitsu.                                    |               |
| Squid Girl                                                   | Мізусіма Цутому                 | 4 жовтня 2010      | 20 грудня 2010    | 12       | Адаптація манґи Анбе Масахіро. Також відоме як Shinryaku! Ika Musume. |               |
| Astarotte no Omocha!                                         | Ойзакі Фумітосі                 | 10 квітня 2011     | 26 червня 2011    | 12       | Адаптація манґи Наґа Юі.                                              |               |
| Shinryaku!? Ika Musume                                       | Мізусіма Цутому Ямамото Ясутака | 26 вересня 2011    | 26 грудня 2011    | 12       | Другий сезон Shinryaku! Ika Musume.                                   | [ 2 ]         |
| Campione!                                                    | Кусакава Кейзо                  | 6 липня 2012       | 28 вересня 2012   | 13       | Адаптація ранобе Такецукі Дзо.                                        |               |
| Problem Children Are Coming from Another World, Aren't They? | Кусакава Кейзо Ямамото Ясутака  | 11 січня 2013      | 15 березня 2013   | 10       | Адаптація ранобе Тацуноко Таро.                                       |               |
| Gingitsune                                                   | Місава Сін                      | 6 жовтня 2013      | 22 грудня 2013    | 12       | Адаптація манґи Очіай Сайорі.                                         |               |
| Noucome                                                      | Інаґакі Такаюкі                 | 9 жовтня 2013      | 11 грудня 2013    | 10       | Адаптація ранобе Касукабе Такеру.                                     |               |
| Riddle Story of Devil                                        | Кусакава Кейзо                  | 3 квітня 2014      | 19 червня 2014    | 12       | Адаптація манґи Юн Кога.                                              | [ 3 ]         |
| Cute High Earth Defense Club LOVE!                           | Такамацу Сіндзі                 | 6 січня 2015       | 24 березня 2015   | 12       | Телевізійний серіал режисера Уматані Курарі.                          | [ 4 ] [ 5 ]   |
| Kantai Collection                                            | Кусакава Кейзо                  | 8 січня 2015       | 26 березня 2015   | 12       | В основі — однойменна гра від компанії Kadokawa Games.                | [ 6 ]         |
| Unlimited Fafnir                                             | Кусакава Кейзо Такахасі Юн      | 8 січня 2015       | 26 березня 2015   | 12       | Адаптація ранобе Цукаси.                                              | [ 7 ]         |
| World Break: Aria of Curse for a Holy Swordsman              | Інаґакі Такаюкі                 | 11 січня 2015      | 29 березня 2015   | 12       | Адаптація ранобе Авамури Акаміцу.                                     | [ 8 ]         |
| Sky Wizards Academy                                          | Інаґакі Такаюкі                 | 8 липня 2015       | 23 вересня 2015   | 12       | Адаптація ранобе Моробосі Ю.                                          | [ 9 ]         |
| Mayoiga                                                      | Мізусіма Цутому                 | 2 квітня 2016      | 18 червня 2016    | 12       | Телевізійний серіал за сценарієм Окади Марі.                          | [ 10 ]        |
| Handa-kun                                                    | Коіма Йосітака                  | 8 липня 2016       | 23 вересня 2016   | 12       | Приквел до Barakamon.                                                 | [ 11 ]        |
| Girlish Number                                               | Іхата Сьота                     | 7 жовтня 2016      | 23 грудня 2016    | 12       | Адаптація роману Ватарі Ватару.                                       | [ 12 ]        |
| Fuuka                                                        | Кусакава Кейзо                  | 6 січня 2017       | 24 березня 2017   | 12       | Адаптація манґи Сео Кодзі.                                            | [ 13 ] [ 14 ] |
| Aho Girl                                                     | Кусакава Кейзо Тамакі Сінґо     | 4 липня 2017       | 19 вересня 2017   | 12       | Адаптація манґи в форматі йонкома Хіроюкі.                            | [ 15 ]        |
| Action Heroine Cheer Fruits                                  | Кусакава Кейзо                  | 7 липня 2017       | 29 вересня 2017   | 12       | Телевізійний серіал за сценарієм Naruhisa Arakawa.                    | [ 16 ]        |
| My Girlfriend is Shobitch                                    | Наґаяма Нобуйосі                | 12 жовтня 2017     | 13 грудня 2017    | 10       | Адаптація манґи Мацумото Наміру. Спільно з компанією Studio Blanc.    | [ 17 ] [ 18 ] |
| Beatless                                                     | Мізусіма Сейдзі                 | 13 січня 2018      | 28 вересня 2018   | 24       | Адаптація роману Хасе Сатосі.                                         | [ 19 ]        |
| Chio's School Road                                           | Інаґакі Такаюкі                 | 6 липня 2018       | 21 вересня 2018   | 12       | Адаптація манґи Кавасакі Тадатаки.                                    | [ 20 ]        |
| Ahiru no Sora                                                | Кусакава Кейзо Тамакі Сінґо     | TBA                | TBA               | TBA      | Адаптація манґи Хінати Такесі.                                        | [ 21 ]        |
| Domestic Girlfriend                                          | Іхата Сьота                     | TBA                | TBA               | TBA      | Адаптація манґи Сасуги Кей.                                           | [ 22 ]        |

### OVA
| Назва                                  | Режисер(и)      | Дата виходу                      | Епізодів | Примітки                                                       |
| -------------------------------------- | --------------- | -------------------------------- | -------- | -------------------------------------------------------------- |
| Magical Witch Punie-chan               | Мізусіма Цутому | 3 березня 2006–21 жовтня 2008    | 8        | Адаптація манґи Охвади Хідекі.                                 |
| Kodomo no Jikan 2 Gakki                | Суґанума Ейдзі  | 21 січня 2009–24 липня 2009      | 4        | Сиквел Kodomo no Jikan.                                        |
| Kodomo no Jikan: A Child's Summer Time | Суґанума Ейдзі  | 21 січня 2011                    | 1        | Сиквел Kodomo no Jikan 2 Gakki.                                |
| Shinryaku!! Ika Musume                 | Мізусіма Цутому | 8 серпня 2012–8 вересня 2014     | 3        | OVA, що випускалися разом з 12-им, 14-им і 17-им томами манґи. |
| Nogizaka Haruka no Himitsu: Finale     | Нава Муненорі   | 29 серпня 2012–28 листопада 2012 | 4        | Сиквел Nogizaka Haruka no Himitsu: Purezza.                    |
| Yumekuri                               | Н/Д             | 28 листопада 2012                | 1        | Адаптація манґи Хіро.                                          |

### Анімаційні фільми
| Назва               | Режисер(и)     | Дата виходу       | Примітки                                               | Посилання |
| ------------------- | -------------- | ----------------- | ------------------------------------------------------ | --------- |
| KanColle: The Movie | Кусакава Кейзо | 26 листопада 2016 | В основі — однойменна гра від компанії Kadokawa Games. | [ 23 ]    |